# Olympische Sommerspiele 2004/Leichtathletik – Stabhochsprung (Frauen)
Der Stabhochsprung der Frauen bei den Olympischen Spielen 2004 in Athen wurde am 21. und 24. August 2004 im Olympiastadion Athen ausgetragen. 35 Athleten nahmen teil.
Olympiasiegerin wurde die Russin Jelena Issinbajewa. Sie gewann vor ihrer Landsfrau Swetlana Feofanowa und der Polin Anna Rogowska.
Mit Silke Spiegelburg, Carolin Hingst und Floé Kühnert gingen drei Deutsche an den Start. Hingst und Kühnert schieden in der Qualifikation aus, Spiegelburg erreichte das Finale und belegte Rang dreizehn.

Die Schweizerin Nadine Rohr scheiterte in der Qualifikation.

Athleten aus Österreich und Liechtenstein nahmen nicht teil.

## Aktuelle Titelträgerinnen
| Olympiasiegerin 2000                      | Stacy Dragila ( USA)                           | 4,60 m                                         | Sydney 2000        |
| Weltmeisterin 2003                        | Swetlana Feofanowa ( Russland)                 | 4,75 m                                         | Paris 2003         |
| Europameisterin 2002                      | Swetlana Feofanowa ( Russland)                 | 4,60 m                                         | München 2002       |
| Panamerikanische Meisterin 2003           | Melissa Mueller ( USA)                         | 4,40 m                                         | Santo Domingo 2003 |
| Zentralamerika und Karibik-Meisterin 2003 | nicht als Meisterschaftswettbewerb ausgetragen | nicht als Meisterschaftswettbewerb ausgetragen | St. George’s 2003  |
| Südamerika-Meisterin 2003                 | Alejandra García ( Argentinien)                | 4,20 m                                         | Barquisimeto 2003  |
| Asienmeisterin 2003                       | Wu Sha ( Volksrepublik China)                  | 4,20 m                                         | Manila 2003        |
| Afrikameisterin 2004                      | Syrine Balti ( Tunesien)                       | 4,00 m                                         | Brazzaville 2004   |
| Ozeanienmeisterin 2002                    | Sophie Chiet ( Neuseeland)                     | 3,61 m                                         | Christchurch 2002  |

## Rekorde

### Bestehende Rekorde
| Weltrekord         | 4,90 m | Jelena Issinbajewa ( Russland) | London, Großbritannien       | 30. Juli 2000      |
| Olympischer Rekord | 4,60 m | Stacy Dragila ( USA)           | Finale OS Sydney, Australien | 25. September 2000 |

### Rekordverbesserungen
Der bestehende olympische Rekord wurde neunmal verbessert oder egalisiert. Die letzte Steigerung stellte gleichzeitig einen neuen Weltrekord dar.
- Olympische Rekorde:
  - 4,65 m – Jelena Issinbajewa (Russland), Finale am 24. August, erster Versuch
  - 4,65 m – Swetlana Feofanowa (Russland), Finale am 24. August, erster Versuch
  - 4,65 m – Anna Rogowska (Polen), Finale am 24. August, erster Versuch
  - 4,70 m – Swetlana Feofanowa (Russland), Finale am 24. August, erster Versuch
  - 4,70 m – Anna Rogowska (Polen), Finale am 24. August, erster Versuch
  - 4,75 m – Swetlana Feofanowa (Russland), Finale am 24. August, zweiter Versuch
  - 4,80 m – Jelena Issinbajewa (Russland), Finale am 24. August, erster Versuch
  - 4,85 m – Jelena Issinbajewa (Russland), Finale am 24. August, erster Versuch
- Weltrekord:
  - 4,91 m – Jelena Issinbajewa (Russland), Finale am 24. August, erster Versuch

## Legende
Kurze Übersicht zur Bedeutung der Symbolik – so üblicherweise auch in sonstigen Veröffentlichungen verwendet:
| – | verzichtet   |
| o | übersprungen |
| x | ungültig     |

Anmerkungen:
- Alle Zeitangaben sind auf die Ortszeit Athen (UTC+2) bezogen.
- Alle Höhen sind in Metern (m) angegeben.

## Qualifikation
21. August 2004, 19:00 Uhr
Die Qualifikation wurde in zwei Gruppen durchgeführt. Die eigentliche Qualifikationshöhe für den direkten Finaleinzug betrug 4,45 m. Nachdem drei Springerinnen diese Höhe gemeistert hatten (hellblau unterlegt), verzichteten die Athletinnen mit übersprungenen 4,40 m auf ihre weiteren Versuche, denn es wurde klar, dass auch sie sich bei einer Mindestanzahl von zwölf Finalteilnehmerinnen aufgrund ihrer Platzierungen für das Finale qualifizieren würden. Schließlich wurden alle Wettbewerberinnen, darunter auch die drei Springerinnen, die 4,40 m erst mit ihrem dritten Versuch erreicht hatten, für den Finalstart zugelassen. Damit waren fünfzehn Stabhochspringerinnen für die Finalteilnahme drei Tage später berechtigt.

### Gruppe A

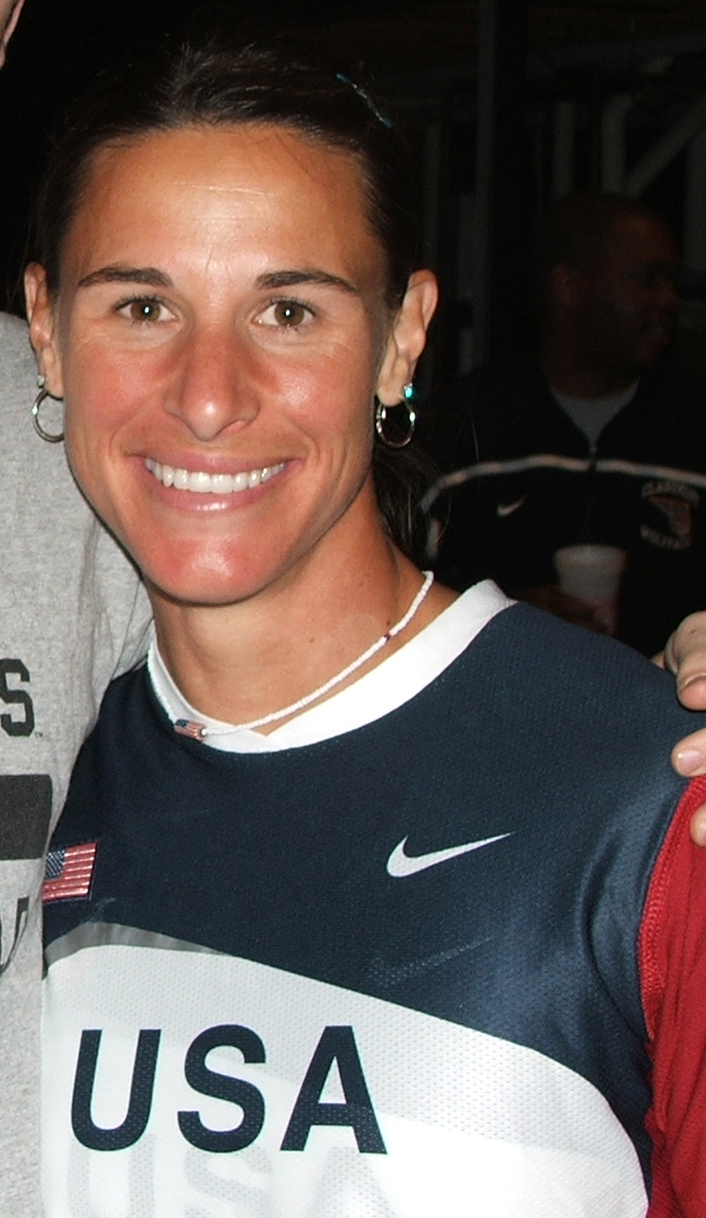
Stacy Dragila – ausgeschieden mit 4,30 m
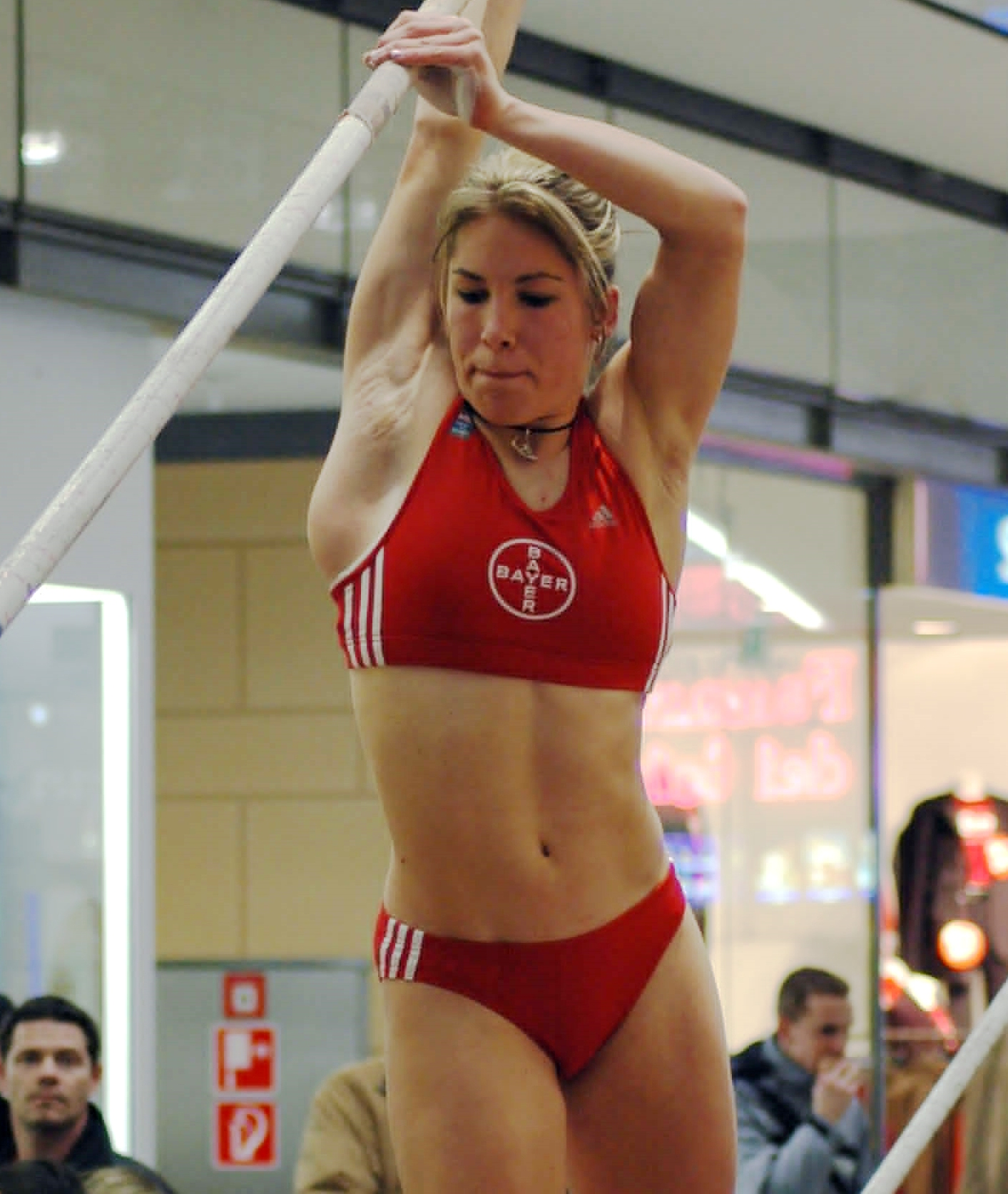
Floé Kühnert – ausgeschieden mit 4,15 m

| Platz | Name                   | Nation              | 3,80 | 4,00 | 4,15 | 4,30 | 4,40 | 4,45 | Höhe |
| ----- | ---------------------- | ------------------- | ---- | ---- | ---- | ---- | ---- | ---- | ---- |
| 1     | Monika Pyrek           | Polen               | –    | –    | o    | o    | x–   | o    | 4,45 |
| 2     | Pavla Hamáčková        | Tschechien          | –    | –    | o    | xxo  | –    | xo   | 4,45 |
| 3     | Swetlana Feofanowa     | Russland            | –    | –    | –    | –    | o    | –    | 4,40 |
| 4     | Naroa Agirre           | Spanien             | –    | o    | xo   | o    | o    | –    | 4,40 |
| 5     | Anschela Balachonowa   | Ukraine             | –    | –    | –    | o    | xxo  | –    | 4,40 |
| 6     | Stephanie McCann       | Kanada              | –    | –    | –    | xo   | xxo  | –    | 4,40 |
| 7     | Stacy Dragila          | USA                 | –    | –    | –    | xo   | xxx  |      | 4,30 |
| 7     | Anastassija Iwanowa    | Russland            | –    | –    | o    | xo   | xx   |      | 4,30 |
| 7     | Krisztina Molnar       | Ungarn              | –    | o    | o    | xo   | xxx  |      | 4,30 |
| 7     | Yeoryia Tsiliggiri     | Griechenland        | –    | o    | o    | xo   | xxx  |      | 4,30 |
| 11    | Zhao Yingying          | Volksrepublik China | –    | o    | xo   | xxo  | xxx  |      | 4,30 |
| 12    | Melina Hamilton        | Neuseeland          | –    | o    | o    | xxx  |      |      | 4,15 |
| 12    | Floé Kühnert           | Deutschland         | –    | o    | o    | xxx  |      |      | 4,15 |
| 12    | Teja Melink            | Slowenien           | o    | o    | o    | xxx  |      |      | 4,15 |
| 12    | Tanja Stefanowa        | Bulgarien           | –    | o    | o    | xxx  |      |      | 4,15 |
| 12    | Kellie Suttle          | USA                 | –    | –    | o    | xxx  |      |      | 4,15 |
| 17    | Carolina Torrez Guzman | Chile               | –    | xo   | xxx  |      |      |      | 4,00 |
| 18    | Marie Poissonier       | Frankreich          | –    | xxo  | xxx  |      |      |      | 4,00 |

### Gruppe B

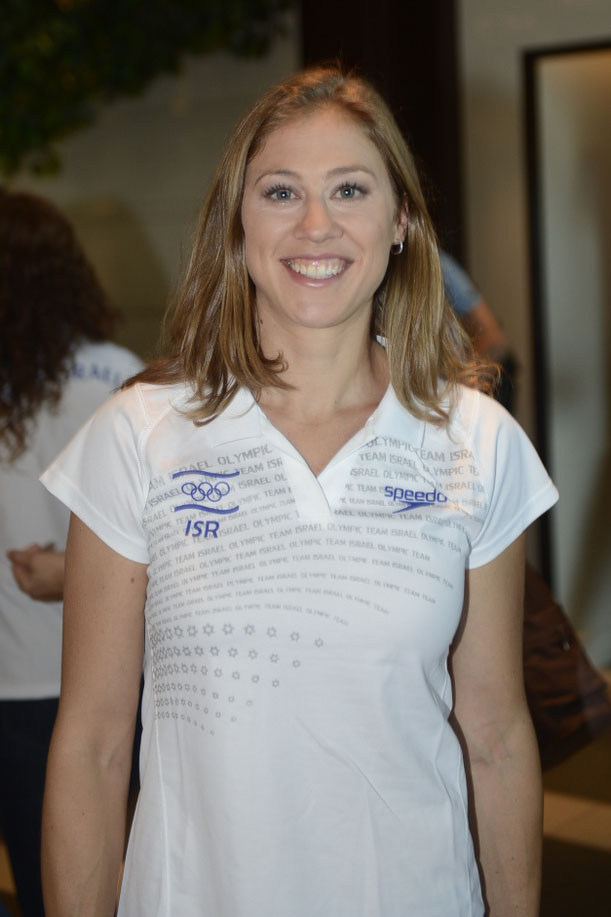
Jillian Schwartz – ausgeschieden mit 4,30 m
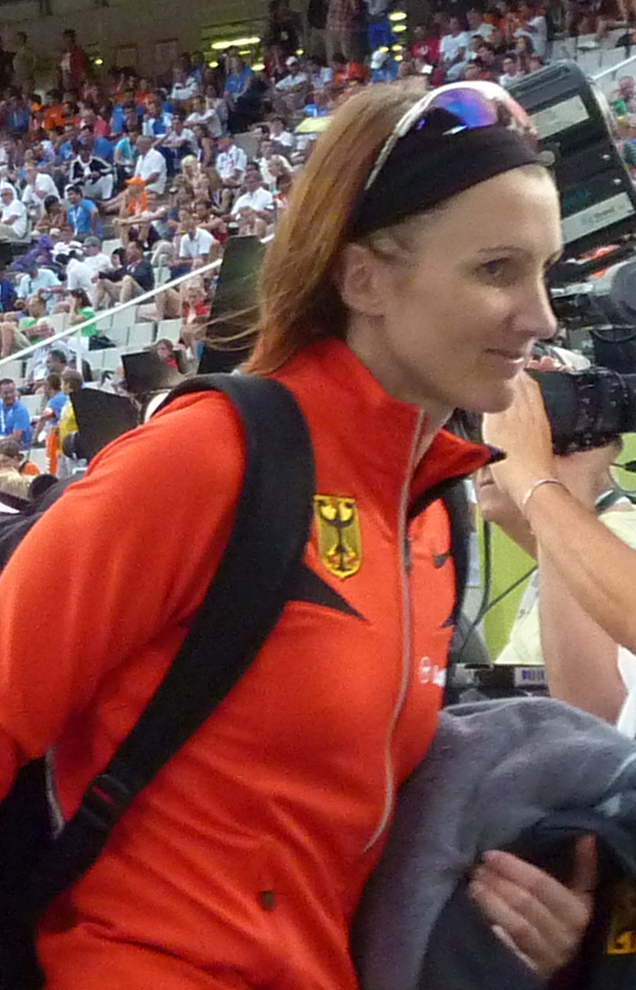
Carolin Hingst – ausgeschieden mit 4,30 m

| Platz | Name                   | Nation              | 3,80 | 4,00 | 4,15 | 4,30 | 4,40 | 4,45 | Höhe |
| ----- | ---------------------- | ------------------- | ---- | ---- | ---- | ---- | ---- | ---- | ---- |
| 1     | Anna Rogowska          | Polen               | –    | –    | xo   | o    | –    | xxo  | 4,45 |
| 2     | Kateřina Baďurová      | Tschechien          | –    | o    | o    | o    | o    | –    | 4,40 |
| 2     | Dana Cervantes         | Spanien             | –    | –    | o    | o    | o    | –    | 4,40 |
| 2     | Jelena Issinbajewa     | Russland            | –    | –    | –    | –    | o    | –    | 4,40 |
| 5     | Dana Ellis             | Kanada              | –    | –    | o    | xo   | o    | –    | 4,40 |
| 6     | Thórey Edda Elisdóttir | Island              | –    | –    | xo   | xxo  | o    | –    | 4,40 |
| 7     | Vanessa Boslak         | Frankreich          | –    | –    | o    | o    | xo   | –    | 4,40 |
| 8     | Alejandra García       | Argentinien         | –    | xo   | o    | o    | xo   | –    | 4,40 |
| 9     | Silke Spiegelburg      | Deutschland         | xo   | xo   | o    | o    | xxo  | –    | 4,40 |
| 10    | Kym Howe               | Australien          | –    | o    | o    | o    | xxx  |      | 4,30 |
| 11    | Jillian Schwartz       | USA                 | –    | –    | xxo  | o    | xxx  |      | 4,30 |
| 12    | Carolin Hingst         | Deutschland         | –    | –    | o    | xxo  | xxx  |      | 4,30 |
| 13    | Anna Fitídou           | Zypern              | o    | o    | o    | xxx  |      |      | 4,15 |
| 13    | Nadine Rohr            | Schweiz             | –    | o    | o    | xxx  |      |      | 4,15 |
| 13    | Gao Shuying            | Volksrepublik China | –    | o    | o    | xxx  |      |      | 4,15 |
| 16    | Takayo Kondō           | Japan               | –    | o    | xxo  | xxx  |      |      | 4,15 |
| NM    | Afroditi Skafida       | Griechenland        | xxx  |      |      |      |      |      | ogV  |

## Finale
24. August 2004, 20:55 Uhr
| Platz | Name                   | Nation      | 4,00 | 4,20 | 4,40 | 4,55 | 4,65 | 4,70 | 4,75  | 4,80 | 4,85 | 4,90 | 4,91 | Endresultat | Anmerkung |
| ----- | ---------------------- | ----------- | ---- | ---- | ---- | ---- | ---- | ---- | ----- | ---- | ---- | ---- | ---- | ----------- | --------- |
| 1     | Jelena Issinbajewa     | Russland    | –    | –    | o    | o    | o OR | x–   | x–    | o OR | o OR | –    | o WR | 4,91        | WR        |
| 2     | Swetlana Feofanowa     | Russland    | –    | –    | o    | o    | o OR | o OR | xo OR | x–   | x–   | x    |      | 4,75        |           |
| 3     | Anna Rogowska          | Polen       | –    | o    | o    | xxo  | o OR | o OR | xxx   |      |      |      |      | 4,70        |           |
| 4     | Monika Pyrek           | Polen       | –    | o    | o    | o    | xxx  |      |       |      |      |      |      | 4,55        |           |
| 5     | Thórey Edda Elisdóttir | Island      | –    | o    | xxo  | xo   | xx–  | x    |       |      |      |      |      | 4,55        |           |
| 6     | Vanessa Boslak         | Frankreich  | –    | o    | o    | xxx  |      |      |       |      |      |      |      | 4,60        |           |
| 6     | Naroa Agirre           | Spanien     | o    | o    | o    | xxx  |      |      |       |      |      |      |      | 4,60        |           |
| 6     | Dana Ellis             | Kanada      | –    | o    | o    | xxx  |      |      |       |      |      |      |      | 4,60        |           |
| 6     | Anschela Balachonowa   | Ukraine     | –    | o    | o    | xxx  |      |      |       |      |      |      |      | 4,60        |           |
| 10    | Stephanie McCann       | Kanada      | –    | xo   | o    | xxx  |      |      |       |      |      |      |      | 4,40        |           |
| 11    | Pavla Hamáčková        | Tschechien  | o    | o    | xxo  | xxx  |      |      |       |      |      |      |      | 4,40        |           |
| 12    | Kateřina Baďurová      | Tschechien  | o    | xo   | xxx  |      |      |      |       |      |      |      |      | 4,20        |           |
| 13    | Silke Spiegelburg      | Deutschland | o    | xxo  | xxx  |      |      |      |       |      |      |      |      | 4,20        |           |
| 13    | Alejandra García       | Argentinien | o    | xxo  | xxx  |      |      |      |       |      |      |      |      | 4,20        |           |
| NM    | Dana Cervantes         | Spanien     | –    | xxx  |      |      |      |      |       |      |      |      |      | ogV         |           |

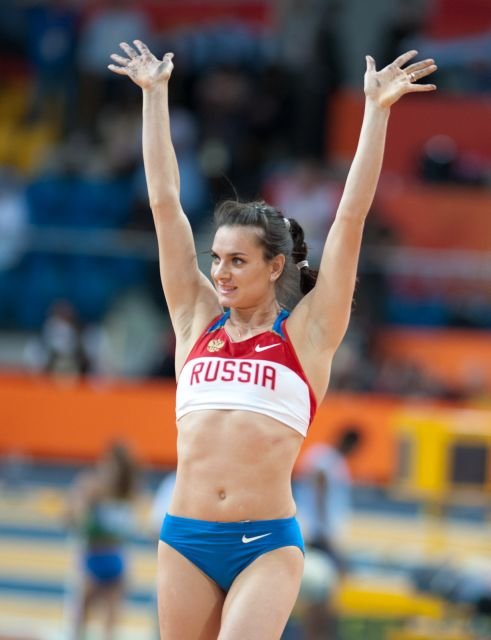
Jelena Issinbajewa – Olympiasiegerin mit Weltrekord

Für das Finale hatten sich fünfzehn Athletinnen qualifiziert, drei von ihnen über die Qualifikationshöhe, die anderen zwölf über ihre Platzierungen. Je zwei Kanadierinnen, Polinnen, Russinnen, Spanierinnen und Tschechinnen sowie je eine Teilnehmerin aus Argentinien, Deutschland, Frankreich, Island und der Ukraine traten in diesem Finale an.
Als Favoritin galt vor allem die russische Weltrekordlerin und Dritte der letzten Weltmeisterschaften Jelena Issinbajewa, die in der Olympiasaison die bisherigen Wettbewerbe dominiert hatte. Aber in der Welt- und Europameisterin Swetlana Feofanowa, ebenfalls aus Russland, hatte sie eine starke Konkurrentin. Auch die Olympiasiegerin von 2000 und Weltmeisterin von 2001 Stacy Dragila aus den Vereinigten Staaten gehörte zum engsten Favoritenkreis. Weitere Anwärterinnen auf vordere Platzierungen waren die beiden Polinnen Monika Pyrek als WM-Dritte von 2001 und WM-Vierte von 2003 sowie Anna Rogowska, WM- und EM-Siebte. Dragila scheiterte allerdings schon in der Vorrunde.
Elf Athletinnen waren bei der Sprunghöhe von 4,55 m noch im Wettkampf, sechs von ihnen scheiterten hier dreimal und belegten die Ränge sechs bis elf, wobei es auch nach Anwendung der Fehlversuchsregel vier Sechstplatzierte gab. Die neue Sprunghöhe, an der sich alle fünf verbliebenen Wettkämpferinnen versuchten, betrug 4,65 m. Monika Pyrek riss dreimal, was am Ende Rang vier bedeutete. Issinbajewa, Feofanowa und Rogowska nahmen die Höhe jeweils im ersten Versuch, die Isländerin Thórey Edda Elisdóttir hob sich ihren letzten Sprung nach zwei Fehlversuchen für die nächste Höhe auf. Bei 4,70 m waren also noch vier Springerinnen dabei. Issinbajewa und Feofanowa waren noch ohne jeden Fehlversuch, Rogowska hatte zweimal gerissen, die Isländerin schon fünfmal. Thórey Edda Elisdóttir stand außerdem nur noch ein letzter Versuch zur Verfügung. Sie scheiterte und belegte im Endklassement den fünften Platz hinter Pyrek. Im Kampf um die Medaillen wurde es nun eng für die Weltrekordlerin. Feofanowa und Rogowska übersprangen 4,70 m jeweils auf Anhieb, während Issinbajewa einen Fehlversuch hatte und sich ihre verbleibenden Sprünge aufsparte. Doch auch bei der nächsten Höhe von 4,75 m riss sie einmal und hob sich ihren einzigen verbleibenden Sprung wiederum auf, während Feofanowa beim zweiten Mal erfolgreich war. Rogowska riss hier dreimal, aber sie lag noch auf dem Silberrang.
Weiter ging es mit 4,80 m. Mit ihrer letzten Möglichkeit meisterte Issinbajewa diese Höhe. Damit war klar, dass Anna Rogowska Bronze gewonnen hatte. Feofanowa produzierte jetzt einen Fehlversuch und pokerte wie vorher Issinbajewa. Nun waren 4,85 m gefordert und Issinbajewa, die ihre Sicherheit wiedergefunden hatte, benötigte auch hier nur einen Sprung, während Feofanowa ein zweites Mal scheiterte und sich ihren letzten Versuch für 4,90 m aufsparte, was die Einstellung des Weltrekords bedeutet hätte. Doch es gelang ihr nicht, die Höhe zu überspringen und so errang Swetlana Feofanowa die Silbermedaille. Issinbajewa hatte jetzt Gold sicher und versuchte sich erst gar nicht an 4,90 m, sondern ließ 4,91 m auflegen, womit sie ihren eigenen Weltrekord nicht nur einstellen, sondern verbessern würde. Und das gelang ihr gleich beim ersten Mal. So wurde Jelena Issinbajewa Olympiasiegerin und stellte mit übersprungenen 4,91 m gleichzeitig einen neuen Weltrekord auf.
Jelena Issinbajewa war die erste russische Olympiasiegerin im Stabhochsprung der Frauen. Anna Rogowska gewann die erste polnische Medaille in dieser Disziplin. Allerdings war der Stabhochsprung bei den Frauen zuvor erst ein einziges Mal bei Olympischen Spielen ausgetragen worden.

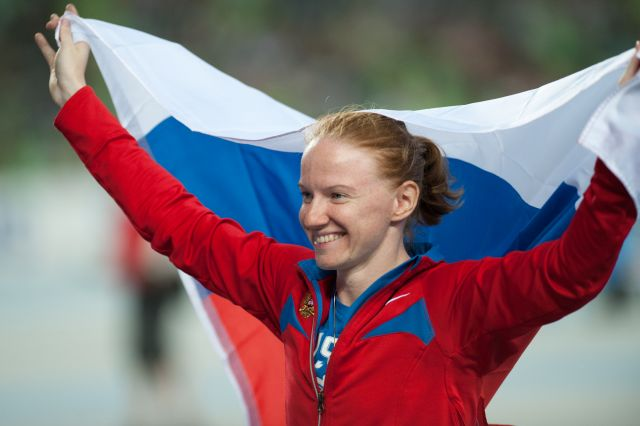
Silbermedaillengewinnerin Swetlana Feofanowa
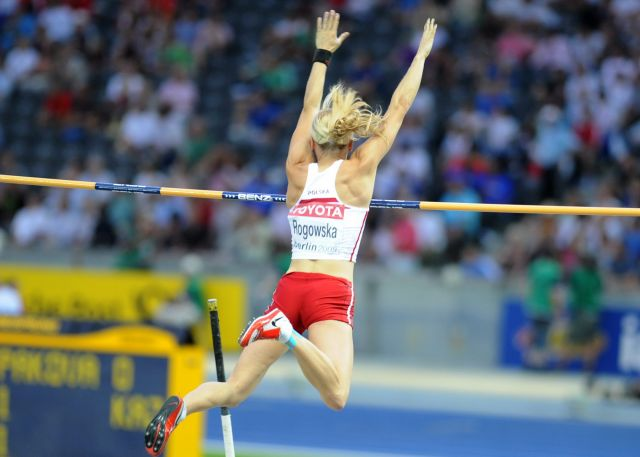
Bronzemedaillengewinnerin Anna Rogowska
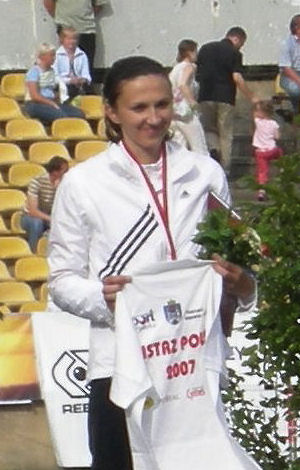
Monika Pyrek belegte Rang vier
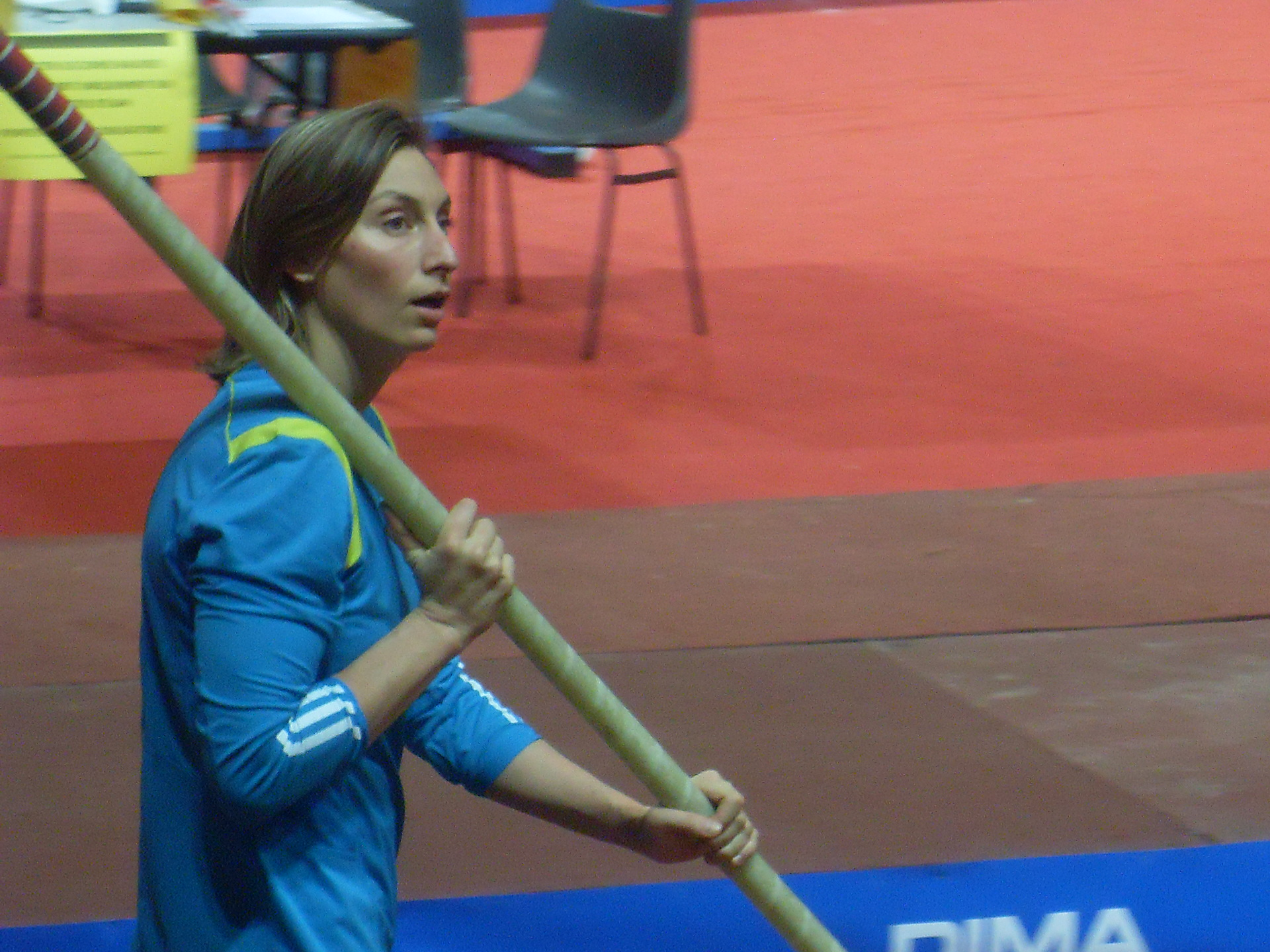
Vanessa Boslak – geteilter sechster Platz

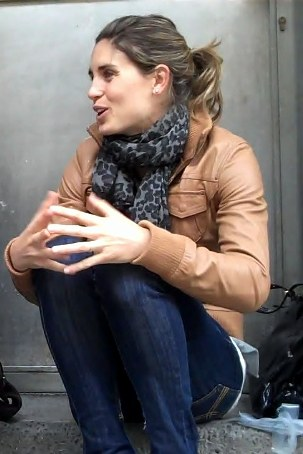
Naroa Agirre – geteilter sechster Platz
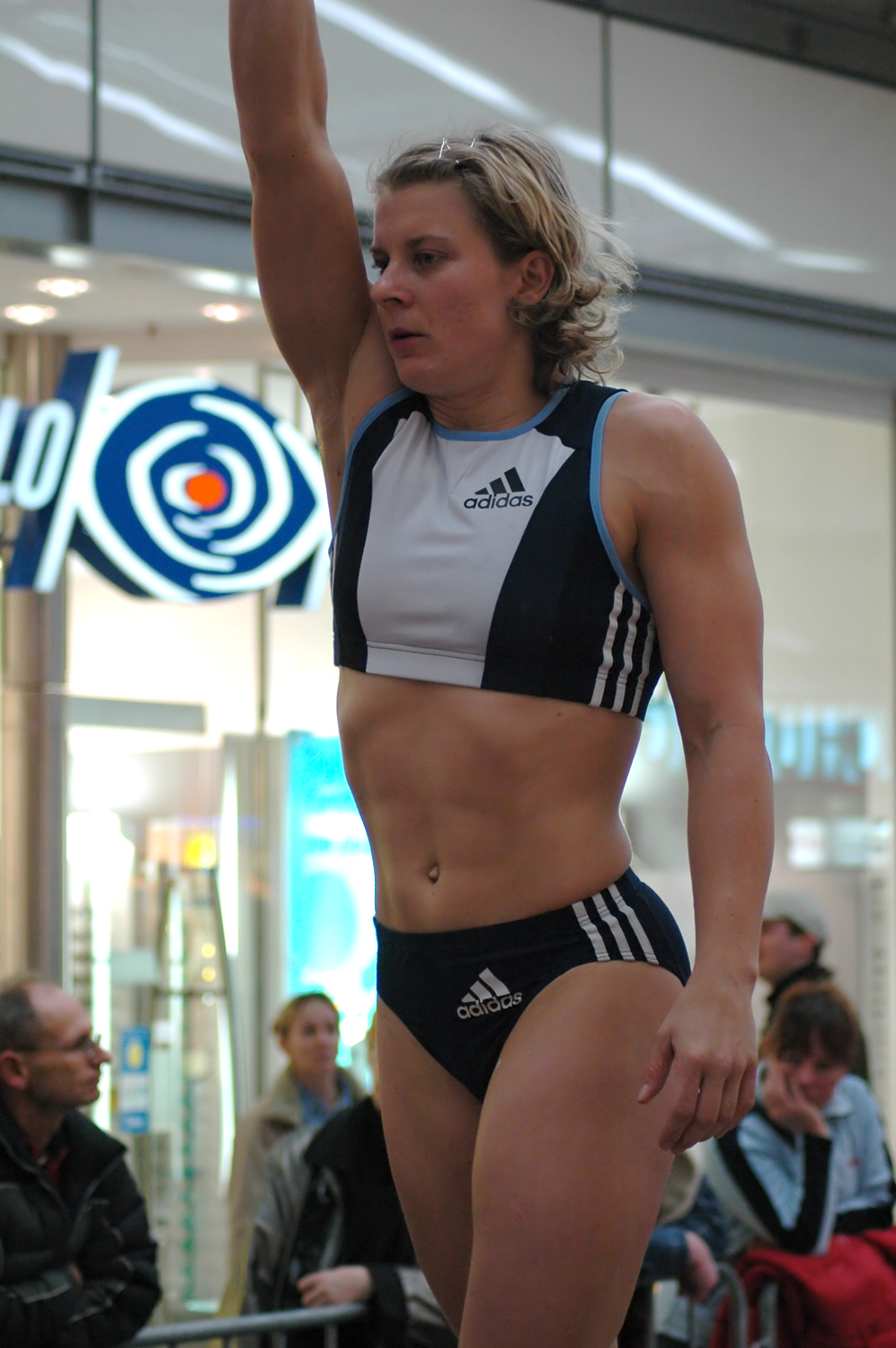
Pavla Hamáčková wurde Olympiaelfte
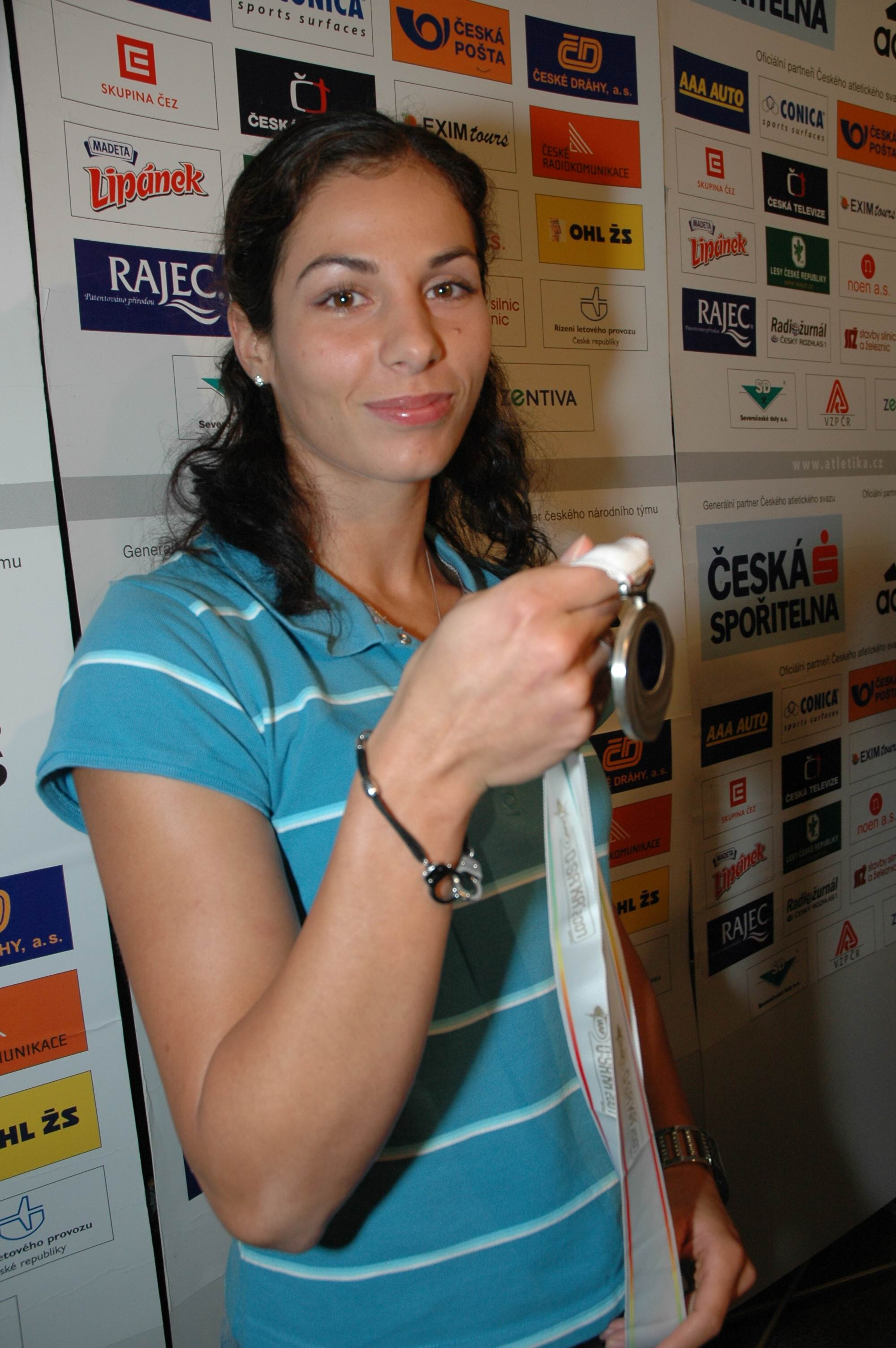
Kateřina Baďurová belegte den zwölften Platz
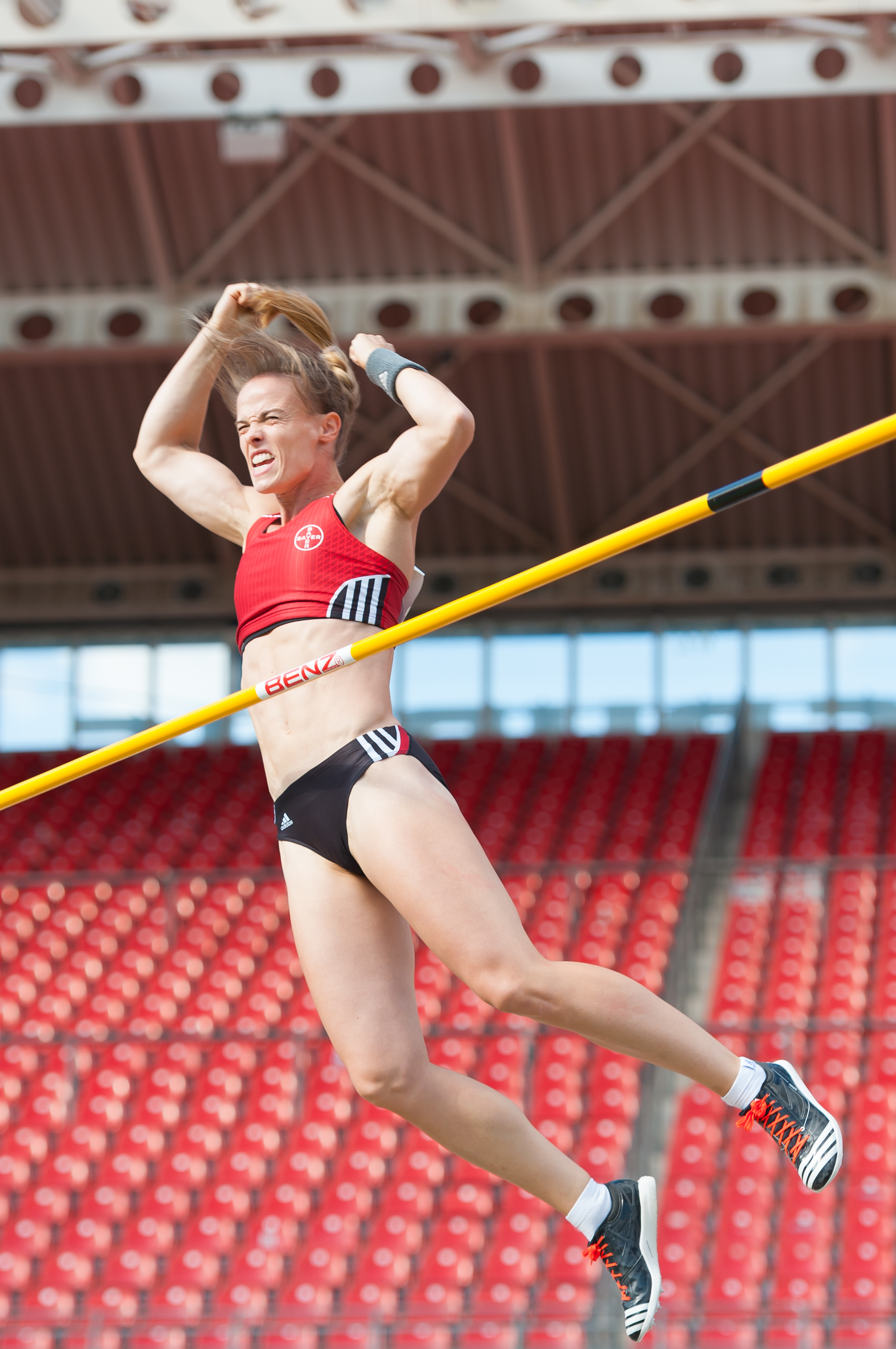
Silke Spiegelburg erreichte den geteilten Rang dreizehn
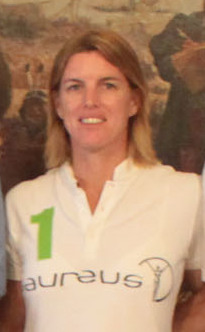
Alejandra García – geteilter Platz dreizehn

## Video
- Yelena Isinbayeva Wins Gold in Pole Vault - Athens 2004 Olympics, youtube.com, abgerufen am 26. Februar 2022